# المدحمة (المضاربة والعارة)

تعديل مصدري - تعديل

المدحمـة هي إحدى قرى عزلة العارة بمديرية المضاربة والعارة التابعة لمحافظة لحج، بلغ تعداد سكانها 61 نسمة حسب تعداد اليمن لعام 2004.